# Кілія (Олт)
Кілія (рум. Chilia) — село у повіті Олт в Румунії. Входить до складу комуни Феджецелу.
Село розташоване на відстані 127 км на захід від Бухареста, 42 км на північ від Слатіни, 78 км на північний схід від Крайови, 127 км на південний захід від Брашова.

## Населення
За даними перепису населення 2002 року у селі проживали 286 осіб, усі — румуни. Усі жителі села рідною мовою назвали румунську.